# Tigre (Buenos Aires)
Tigre is een stad in het Argentijnse bestuurlijke gebied Tigre in de provincie Buenos Aires. Het is tevens de hoofdplaats van de gelijknamige partido. Het vormt een deel van de agglomeratie Groot-Buenos Aires. De plaats telt 31.106 inwoners.
Tigre ligt zo'n 28 km ten noorden van Buenos Aires aan de deltamonding van de Paraná en is een belangrijke toeristische- en weekendbestemming. De stad bevindt zich op een eiland doordat het omgeven is door smalle riviertjes. De naam komt van de jaguars, waar hier in het begin op gejaagd werd. In die tijd werd jaguar in het Spaans ook wel tigre (tijger) genoemd.  

## Geboren in Tigre
- Jaime Sarlanga (1916-1966), voetballer
- Antonio Rattín (1937), voetballer
- Federico Fernández (1989), handballer

## Galerij

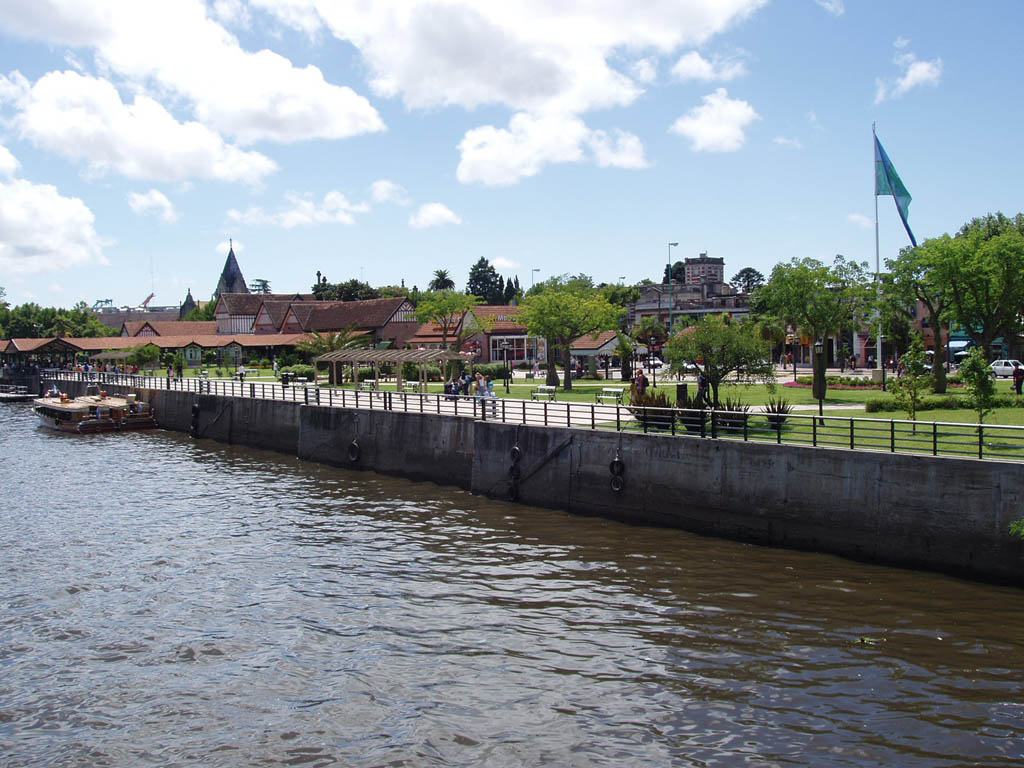
Kanalen in Tigre
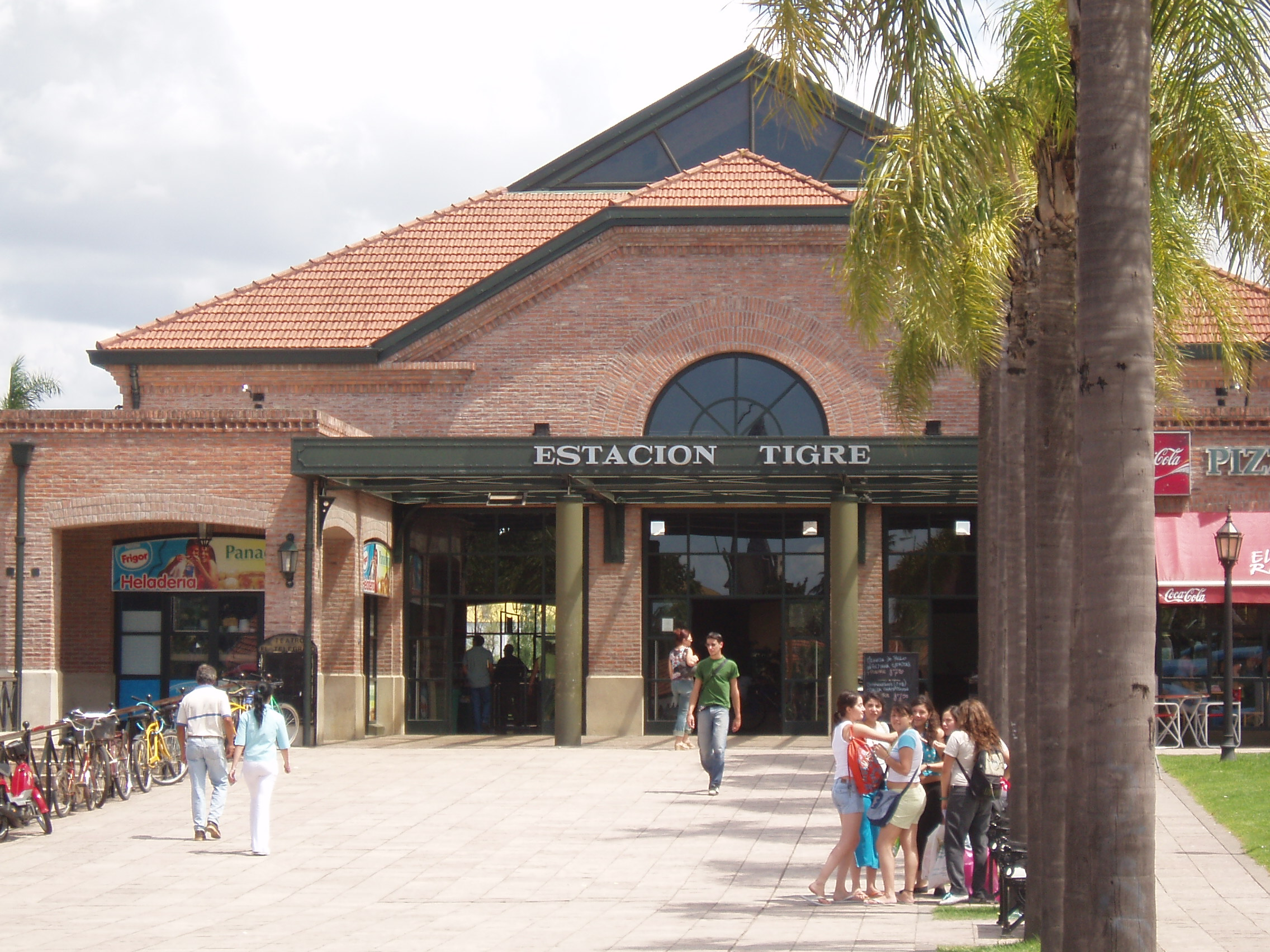
Treinstation
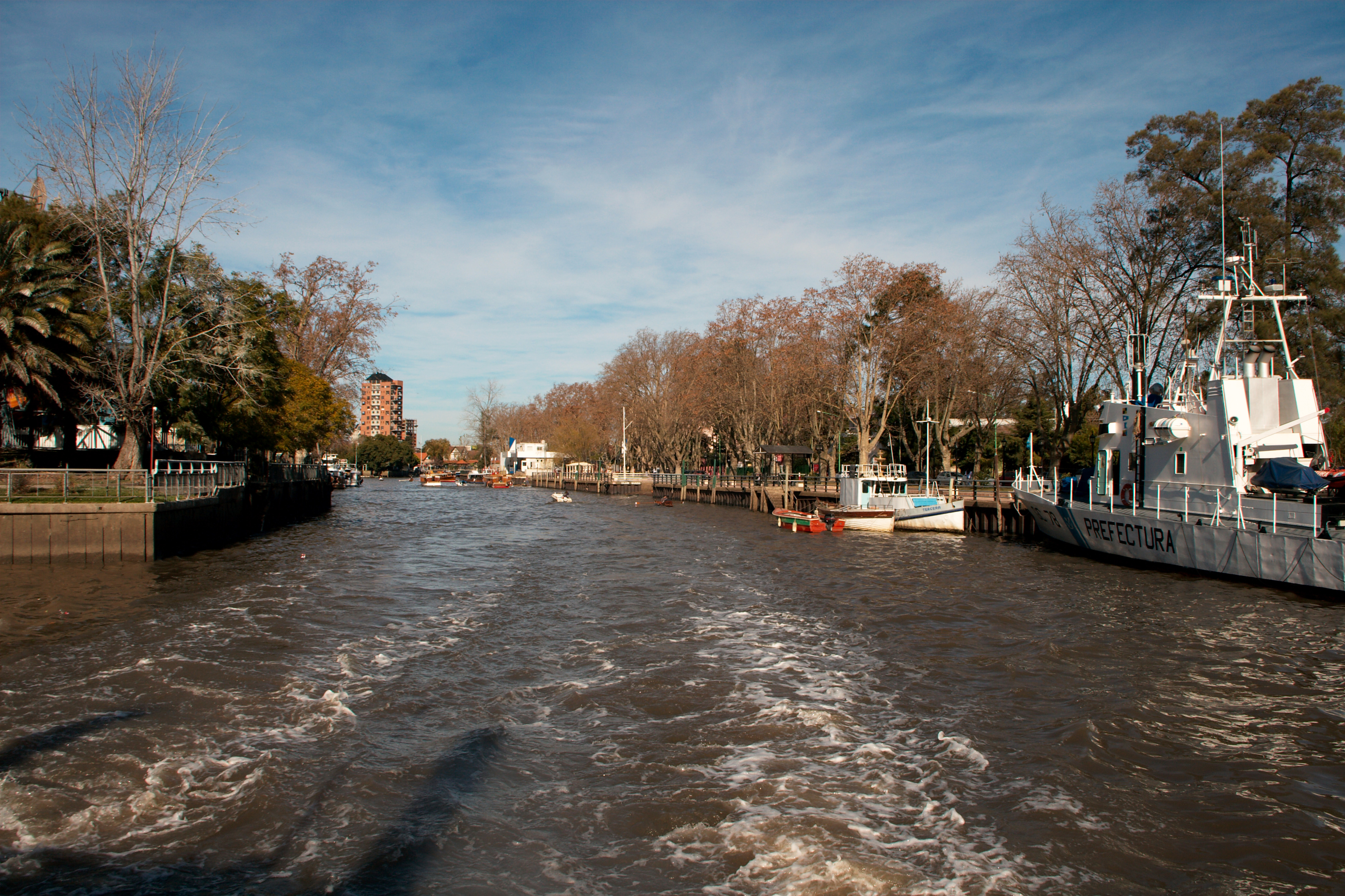
Kanalen in Tigre
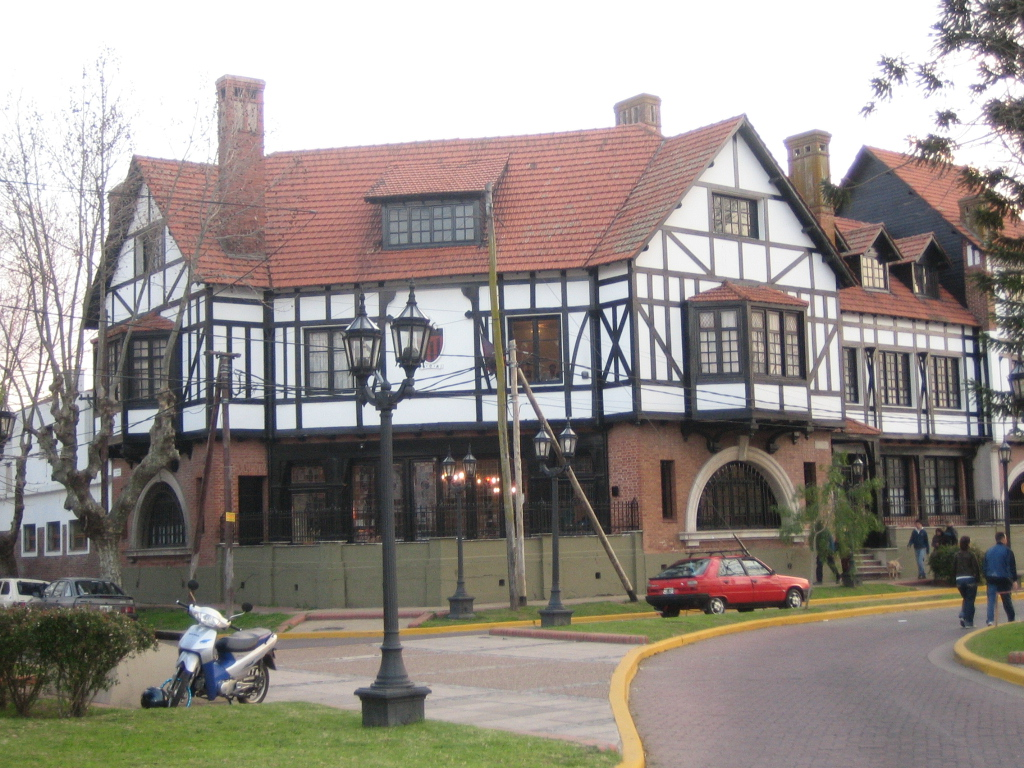
Argentine Rowing Club
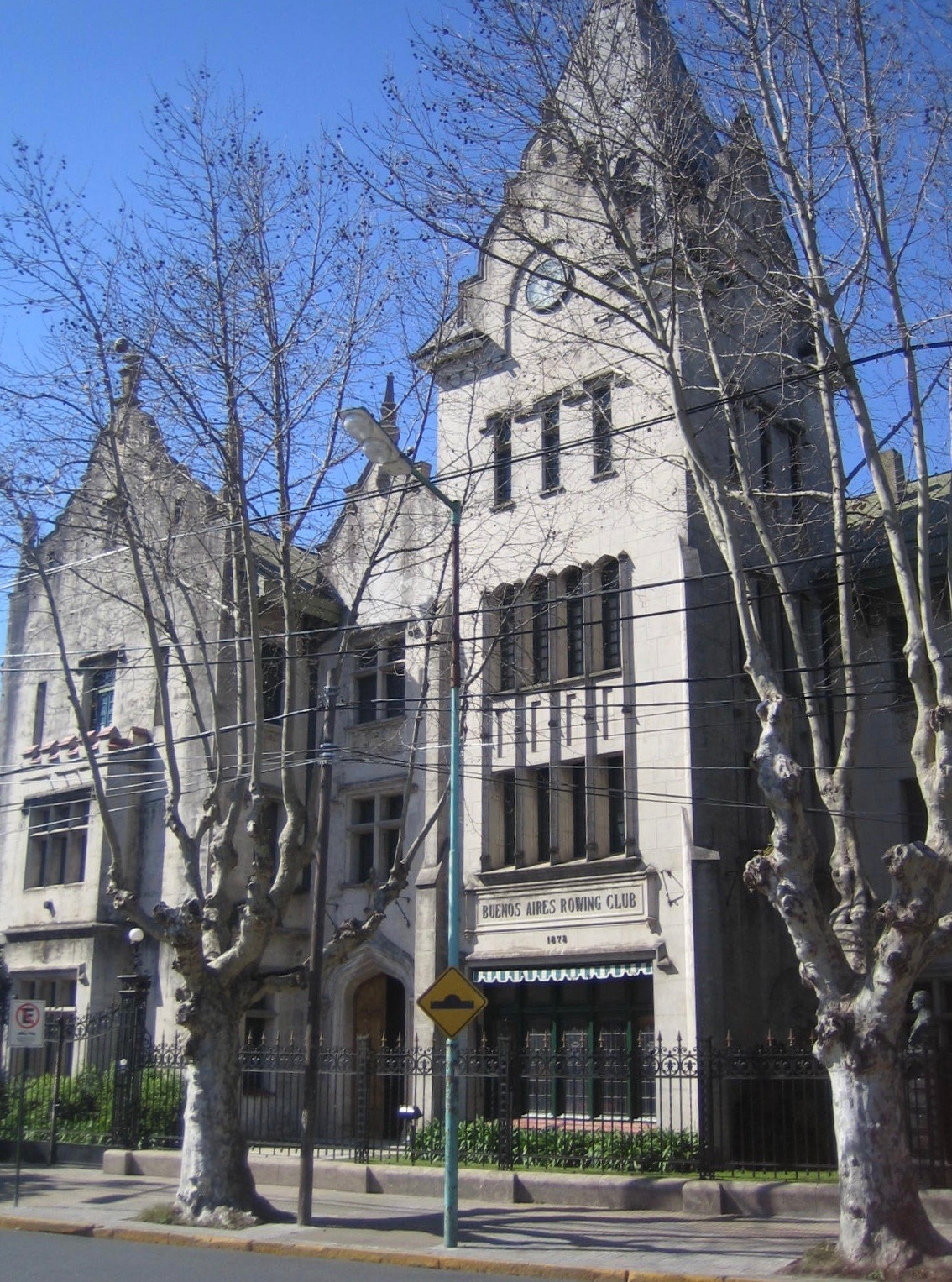
The Buenos Aires Rowing Club
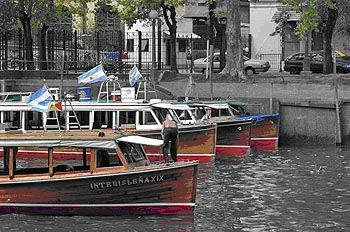
Botendok
La Marina Regata Club
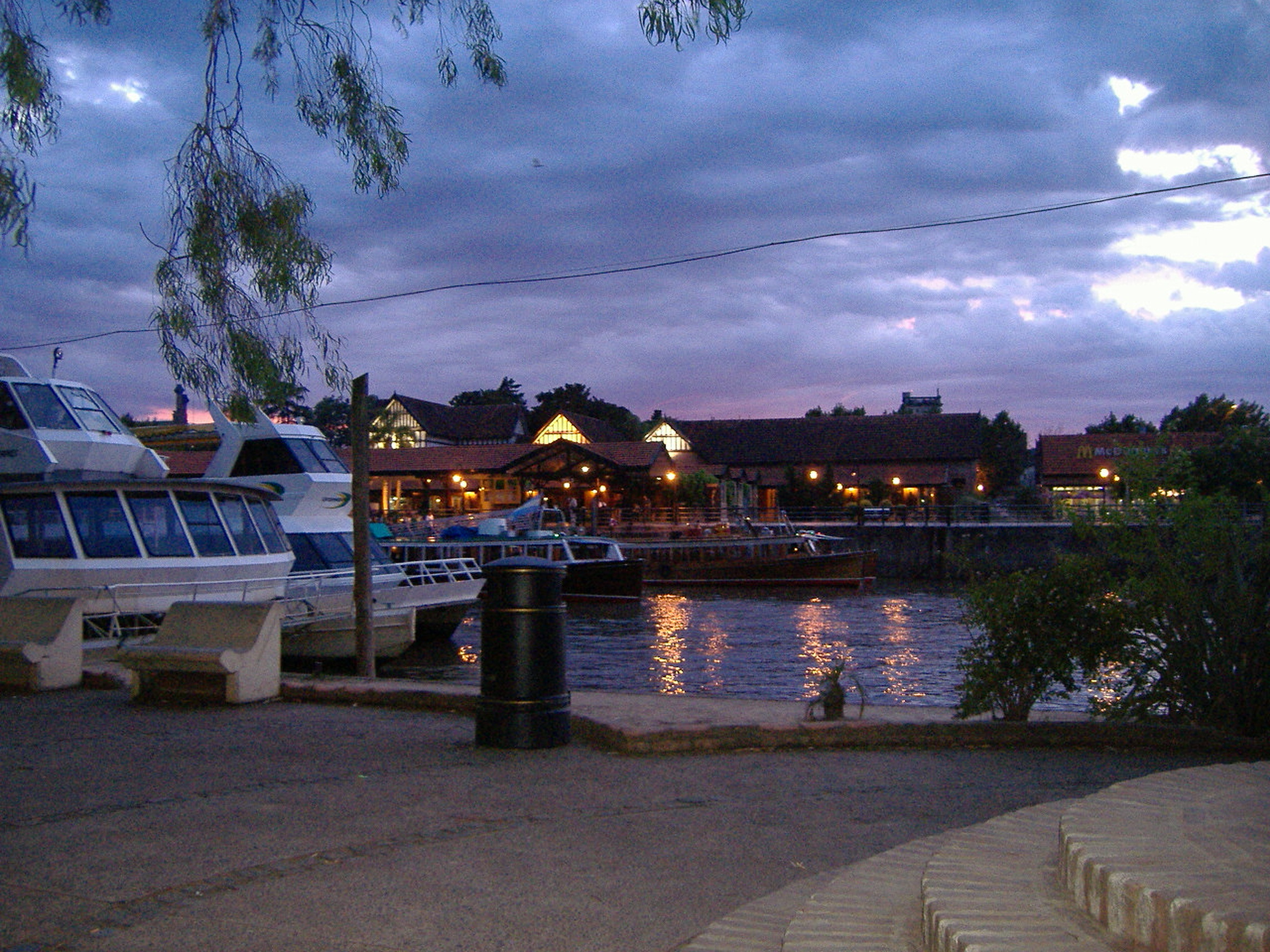
Tigre